# مایکل اندروز (موسیقی‌دان)
مایکل اندروز (انگلیسی: Michael Andrews؛ زادهٔ ۱۷ نوامبر ۱۹۶۷) یک موسیقی‌دان است.